# Convolvulus mollissimus
Convolvulus mollissimus är en vindeväxtart som beskrevs av Antonio Bertoloni. Convolvulus mollissimus ingår i släktet vindor, och familjen vindeväxter. Inga underarter finns listade i Catalogue of Life.